# ملكية الأمريكيين الأصليين للعبيد
كان العبيد الأفارقة مملوكين لأمريكيين أصليين منذ الفترة الاستعمارية حتى الحرب الأهلية الأمريكية. كانت التفاعلات بين الأمريكيين الأصليين والعبيد الأفارقة في فترة ما قبل الحرب في الولايات المتحدة معقدة، لأن العبودية لعبت دورًا مهمًا في إنشاء أمريكا وبنائها. اعتمدت مؤسسة العبودية هذه إلى حد كبير على استعباد الأفارقة والأميركيين الأصليين الذين امتلكهم المستعمرون الأوروبيون البيض والأميركيون أصحاب البشرة البيضاء في وقت لاحق بعد أن حصلت الولايات المتحدة على الاستقلال عن بريطانيا العظمى.
على الرغم من أن  ملكية العبيد كانت مؤسسة أوروبية في الأمريكتين في المقام الأول، إلا أن بعض مجموعات السكان الأصليين في أمريكا الشمالية تبنت امتلاك العبيد بمرور الوقت لأغراض عدّة، في الغالب كأسلوب للاندماج في المجتمع الاستعماري الأوروبي. أقامت معظم قبائل السكان الأصليين التي شاركت في هذه الممارسة في الجنوب الشرقي حيث ازدهرت البنية التحتية الأوروبية البيضاء نتيجة امتلاك العبيد، وتحديدًا القبائل الخمس المتحضرة (سمينول وكريك وتشيكسو وتشوكتاو وتشيروكي). بعد إزالة الهنود التي حصلت خلال ثلاثينيات القرن التاسع عشر، نقلت هذه القبائل إلى الأراضي الهندية (أوكلاهوما الحالية) وأخذت عبيدها معهم.

## خلفية
لم تكن العبودية بحد ذاتها مفهومًا جديدًا للشعوب الأمريكية الأصلية، إذ لطالما احتفظت قبائلهم بأسرى الحرب واستعبدتهم، وغالبًا ما حل هؤلاء الأسرى محل أفراد القبيلة القتلى. انتشرت العبودية ضمن الشعوب الأصلية كذلك، في إقليم الشمال الغربي الهادئ وفي ألاسكا، حيث استمرت تلك الممارسات حتى أواخر القرن التاسع عشر. تختلف نسخ العبودية لدى السكان الأصليين قبل اتصالهم بالمستعمرين الأوروبيين في بعض الأحيان عن المفاهيم الأوروبية العنصرية للرق، والفرق هو أن الأمريكيين الأصليين لم يميزوا في الأصل بين الأشخاص على أساس لون البشرة، بل بالتقاليد.
تفاعل الأفارقة الأمريكيون والأمريكيون الأصليون لقرون. سجل أول اتصال بين أمريكي من السكان الأصليين وبين إفريقي في أبريل من العام 1502، عندما نقل المستعمرون الإسبان أول الأفارقة إلى هيسبانيولا ليكونوا عبيدًا. يجادل بعض العلماء أنه بسبب أوجه التشابه بين بعض الأدوات الثقافية الإفريقية والأمريكية الأصلية، من المحتمل أن يكون حصل لقاءات واتصالات بين المجموعتين عبر المحيط الأطلسي قبل الاكتشاف الأوروبي للأمريكتين، لن ذلك لا يمكن إثباته. بحلول القرن الثامن عشر، أصبح استعباد الأفارقة والأمريكيين الأصليين شائعًا في أمريكا الاستعمارية.
كان لدى الأمريكيين الأصليين والأفارقة تفاعلات عديدة كمجتمعات مضطهدة. قبل انطلاق تجارة الرقيق عبر الأطلسي، استعبد المستوطنون الأوروبيون العديد من الأمريكيين الأصليين، واستعبدت مستعمرات الرقيق الرئيسية مثل فرجينيا وكارولينا الجنوبية الآلاف (من 30 ألف إلى 53 الف) من الأمريكيين الأصليين في أواخر القرن السابع عشر وعلى امتداد القرن الثامن عشر مع استمرارالاسترقاق في القرن التاسع عشر. يقدر أندريس ريسينديز أن ما بين 147 ألف و 340 ألف أمريكي من السكان الاصليين استعبدوا في أمريكا الشمالية، باستثناء المكسيك. «استُعبد الأمريكيون الأصليون خلال نفس الفترة الانتقالية التي أصبح فيها الأفارقة العرق الأساسي المستعبد، وتشاركوا تجربة الاستعباد. عملوا معًا وعاشوا معًا في الأحياء الجماعية، وأنتجوا وصفات جماعية للطعام وتشاركوا العلاجات العشبية والخرافات والأساطير، وفي النهاية تزاوجوا. «بسبب نقص الرجال نتيجة للحرب، شجّعت العديد من القبائل الزواج بين المجموعتين لخلق أطفال أقوى وأكثر صحة من الاتحادات.

لكن الأوروبيين اعتبروا العرقين أقل شأنًا وبذلوا جهودًا لزرع العداء بين الأمريكيين الأصليين والأفارقة. بسبب المخاوف الأوروبية من ثورة موحدة للأمريكيين الأصليين والأفارقة الأمريكيين، شجع المستعمرون العداء بين الجماعتين العرقيتين: «سعى البيض لإقناع الأمريكيين الأصليين بأن الافارقة الأمريكيين يعملون ضد مصالحهم». نص قانون كارولاينا الجنوبية عام 1751 على ما يلي:
«يعتقد أن حمل الهنود بالزنوج مؤذٍ، إذ يجب تجنب العلاقة الحميمة».
إضافة إلى ذلك، كتب حاكم ولاية كارولينا الجنوبية جيمس جلين عام 1758 قائلًا:
«كانت سياسة هذه الحكومة دائمًا خلق النفور من الهنود تجاه الزنوج».
في بعض الأحيان استاء الأمريكيون الأصليون من وجود الأفارقة الأمريكيين. أظهرت قبيلة كاتاوا عام 1752 غضبًا كبيرًا واستياء مريرًا عندما جاء بينهم إفريقي أمريكي تاجرًا.»
كوفئ الأمريكيون الأصليون إذا أعادوا العبيد الهاربين، كما كوفئ الأفارقة الأمريكيون لقتالهم في الحروب الهندية أواخر القرن التاسع عشر.
استبدل العبيد الأفارقة المستعبدين من الأمريكيين الأصليين، وفي النهاية أجبر العديد من الأمريكيين الأصليين على ترك أراضيهم والتحرك باتجاه الغرب. هناك العديد من الأمثلة على هذه الإزالة القسرية، لكن أحد أشهرها كان درب الدموع (ثلاثينيات القرن التاسع عشر واربعينياته) الذي أجبر أمة دولة تشيروكي والقبائل الأخرى على التحرك غربًا إلى أوكلاهوما الحالية.

## قبائل متحضّرة تبنّت استعباد الرق

### التشيكسو
سنّت قبائل تشيكسو قوانين مشابهة لقوانين الجنوب الأمريكي وتحاكي ثقافته. بعد الحرب الثورية، كانت قبيلة تشيكسو مثل العديد من القبائل الأخرى هدفًا للدمج، فضُغط عليهم للتخلي عن تداول جلد الأيل وعن مناطق الصيد الجماعية. وضع وزير الحرب هنري نوكس  في عهد جورج واشنطن هدفين مترابطين: عمليات الاستحواذ السلمي على الأراضي والبرامج التي تركز على دمج الأمريكيين الأصليين في الجنوب. أصبحت قبيلة تشيكسو على دراية بالرق عبر حلفائها البريطانيين والفرنسيين، وبدأت في تبني هذا الشكل من العبودية أوائل القرن التاسع عشر. ساعد الانخفاض الكبير في أعداد الغزلان ذات الذيل الأبيض بالضغط على التشيكسو لتبني استعباد الرقيق، واعترفوا أنه لم يعد بإمكانهم الاعتماد بشكل أساسي على الصيد. من غير الواضح متى بدأت قبيلة تشيكسو في التفكير بأنفسهم كملّاك محتملين للعبيد من الأفارقة الأمريكيين والأفارقة كأشخاص يمكنهم امتلاكهم كممتلكات. ترافق التحول نحو شراء وبيع واستغلال العمل بالسخرة لتحقيق مكاسب مادية مع تغيرات مستمرة وعلى نطاق واسع في الأساليب التي اتبعها أفراد تشيكسو لاكتساب السلع وتقييمها. برعت قبيلة تشيكسو في إنتاج القطن والذرة والماشية والدواجن، ليس فقط لإطعام عائلاتها، ولكن لبيعها للعائلات الأمريكية. قام عملاء أمريكيون من الهنود بتتبع استحواذ تشيكسو على العبيد ولم يثنوهم عن ذلك، لأن المسؤولين الفيدراليين الأمريكيين اعتقدوا أن استغلال العبيد قد يعزز فهم الأمريكيين الأصليين لديناميكيات الملكية العقارية والمكاسب التجارية. حصل شعب تشيكسو على العديد من العبيد المولودين في جورجيا أو تينيسي أو فرجينيا. عام 1790، كتب جون دوتي لهنري كوكس قائلًا أن التشيكسو امتلكوا العديد من الخيول، كما امتلك بعضهم الماشية. من بين أفراج القبيلة الذين امتلكوا العبيد، كان للكثير منهم أصول أو خلفيات أوروبية غالبًا خلال أب أبيض البشرة وأم من التشيكسو. تم دمج قبائل تشيكسو من خلال التزاوج، إذ رأى بعض الاستيعابيين في التزاوج طريقة أخرى لتسريع تقدم السكان الأصليين نحو الحضارة، ودعموا الاعتقاد الأساسي بأن أصحاب البشرة البيضاء متفوقون على الأعراق الأخرى. وصل عدد من أفراد التشيكسو من أصحاب الأصول الأوروبية لمناصب مرموقة لأنهم كانوا مرتبطين بأفراد القبيلة ذوي النفوذ السياسي وليس بسبب التركيب العرقي. على الرغم من أن قبائل تشيكسو لم تقدّر الأمريكيين من أصول أوروبية، إلا أنهم تبنوا  التسلسل الهرمي العنصري الذي احتقر ذوي الأصول الإفريقية وربطهم بالاستعباد.